# Il sentiero della vendetta (film 1937)
Il sentiero della vendetta (Born to the West) è un film del 1937 diretto da Charles Barton. È un remake di Una vendetta nel West del 1926.
In Italia, molti anni dopo, il film è stato nuovamente distribuito con il titolo La valle dei dannati.

## Trama
Tom Fillmore è un ricco allevatore e presidente della banca locale che affida la sua mandria a un dipendente perché la conduca ad una grande fiera in città. Durante il cammino, il dipendente si mette d'accordo con una banda di ladri per farsi derubare del bestiame, ma Tom interviene tempestivamente e riesce a sventare il colpo. 
Nel cercare una persona più affidabile, Tom decide di dare il prossimo incarico al cugino Dare Rudd. Dopo aver difeso la mandria da un assalto di banditi, Dare porta felicemente a termine l'incarico ricevuto e, dalla vendita del bestiame, incassa la somma di diciassettemila dollari. Attratto in un tranello però, perde tutto il denaro al gioco; Tom arriva proprio mentre Rudd sta per perdere gli ultimi dollari, smaschera i truffatori che giocavano con un mazzo di carte truccato e libera così tutta la zona dai banditi. Rudd, insieme alla fidanzata Judy, andrà a vivere nel ranch di Tom accettando di lavorare definitivamente con lui.

## Colonna sonora
- Red River Valley - tradizionale
- Bury Me Not on the Lone Prairie - tradizionale
- You're the One I Crave -  scritta da Ralph Rainger e Victor Young